# كبكآباد (مقاطعة فسا)
كبكآباد (بالفارسية: کبک‌آباد) هي قرية تقع في قسم ششده الريفي في إيران. يقدر عدد سكانها بـ 1,294 نسمة .